# Серра Доурада
Серра Доурада (порт. Estádio Serra Dourada), официальное название стадиона Стадион Правительства штата Гояс (порт. Estádio do Governo do Estado de Goiás) — футбольный стадион в Бразилии, расположенный в городе Гояния. Спроектирован бразильским архитектором Паулу Мендесом да Роша, награждённым Притцкеровской премией (2006). Этот стадион является домашней ареной трёх главных клубов штата — «Гояса», «Вила-Новы» и «Атлетико Гоияниенсе».

## История
Матч открытия стадиона прошёл 9 марта 1975 года. В нём приняли участие команда звёзд штата Гояс и сборная Португалии. Хозяева выиграли со счётом 2:1. Примечательно, что количество зрителей в матче открытия — 79 610 человек — является по сей день рекордным показателем посещаемости на этом стадионе.
В 1981 году стадион был выбран КОНМЕБОЛ в качестве нейтрального поля для переигровки матча групповой стадии между «Фламенго» (будущим победителем турнира) и «Атлетико Минейро». Игра была прервана после того, как у «Атлетико» было удалено 5 футболистов и «Фламенго» был признан победителем матча.
Серро Доурада принимала матчи Кубка Америки 1989 года.
Являлся одним из 17 кандидатов на проведение матчей чемпионата мира 2014 года, однако в окончательный список стадионов не попал.